# Zarajsk (site)
De site van Zarajsk is de oudste archeologische vindplaats uit het laatpaleolithicum in de oblast Moskou.
De site bevindt zich in het centrum van de stad Zarajsk. Ze behoort tot de Kostjonki-Avdejevacultuur, en in bredere zin tot de Willendorf-Kostjonkicultuur ofwel het oostelijke Gravettien. Archeologische opgravingen op de site werden sinds 1980 uitgevoerd door Aleksandr Troesov en in 1995 hervat onder leiding van Chizri Amirchanov en Sergej Lev van het Instituut voor Archeologie van de Russische Academie van Wetenschappen. In 2006 bedroeg de totale oppervlakte van het vrijgelegde oppervlak ongeveer 450 m².

## Geschiedenis van het onderzoek
Ten noorden van de Nikolski-poort van het Zarajsker kremlin grenst de site aan de flauwe helling van het ravijn dat hier begint, en is onderhevig aan erosie. De helling snijdt gedeeltelijk een tamelijk rijke paleolithische cultuurlaag af. Inwoners van Zarajsk hebben hier al lang vuurstenen voorwerpen en dierenbotten ontdekt. 
De eerste collecties van vuursteenmateriaal werden hier uitgevoerd door een medewerker van het Zarajsker Historisch en Kunstmuseum L.I. Maksimova. Deze materialen dienden als aanzet voor het wetenschappelijk onderzoek van de site en het begin van gerichte opgravingen, die Troesov in 1980 begon uit te voeren.
Onderzoek in 1980-1989 leverde waardevolle informatie op en een rijke verzameling van meer dan 15.000 vuurstenen artefacten. Onder de stenen gereedschappen werd de meeste aandacht getrokken door twee punten met inkepingen aan de zijkant en een grote groep klingen van het Kostjonki-type. De studie van de collectie bracht Troesov tot de conclusie dat de site tot de Kostjonki-Avdejevacultuur behoorde. Er is gesuggereerd dat er op de site een uitgestrekte nederzetting lag, vergelijkbaar met die bekend uit Avdejeva en de bovenste laag van Kostjonki 1. Er werd ook verondersteld dat de site duizenden jaren lang herhaaldelijk door mensen werd bewoond en verlaten, dat wil zeggen dat er verschillende bewoningsniveaus aanwezig waren. Troesov kon deze conclusies echter niet praktisch bevestigen.
In 1994 werd het werk op de site hervat en sinds 1995 werd het uitgevoerd onder professor Amirchanov van de Russische academie van wetenschappen. Het plaatsvervangend hoofd van de expeditie sinds 1998 was kandidaat voor historische wetenschappen Lev.
Amirchanov slaagde erin de studie van de site naar een kwalitatief nieuw niveau te brengen. Meer aandacht voor stratigrafie (zelfs microstratigrafie, de stratigrafie van individuele objecten en delen van de culturele laag), geomorfologie en de betrokkenheid van vooraanstaande experts op het gebied van paleontologie, geologie, evenals collega-archeologen, inclusief buitenlandse, bij het onderzoek van de site, maakte het mogelijk om een veelomvattend wetenschappelijk werk uit te voeren. 
De opgravingstechniek omvatte stratigrafische en planigrafische identificatie van lagen en objecten uit verschillende tijden en dienovereenkomstig de afzonderlijke ontmanteling van elk ervan. Op verschillende opgravingslocaties en bij grote objecten werden verticale randen overgelaten om de stratigrafie te bestuderen. Dit bemoeilijkte de opgravingen enorm, maar verhoogde hun kwaliteit aanzienlijk. De aangehechte aarde van elk object werd afzonderlijk gewassen. Tijdens het bestuderen van de permafrostscheuren die de culturele lagen verstoorden, werd vastgesteld dat er verschillende stadia van hun vorming waren, die voorafgingen aan of volgden op bepaalde stadia van vestiging van de site (de gletsjer naderde, mensen vertrokken, en vice versa), wat een aanvullend argument was voor het identificeren van dergelijke stadia van vorming van culturele afzettingen. 
Tijdens de opgravingen werd besloten om het vasteland waarop residentiële en economische objecten werden opgegraven niet te vernietigen en enkele grote botten op hun plaats te laten, en om de opgravingssite na voltooiing van de werkzaamheden te conserveren met steriel zand, zodat het in de toekomst mogelijk zou zijn om een soortgelijk archeologisch museum in Zarajsk te openen als wat opgericht is in Kostjonki.
Een in 2018 op de bodem van een grote opslagkuil gevonden ongeveer 19.000 jaar oude bladvormige speerpunt uit vuursteen, bedekt met oker, zou worden onderzocht op de aanwezigheid van DNA van oude mensen.

## Algemeen

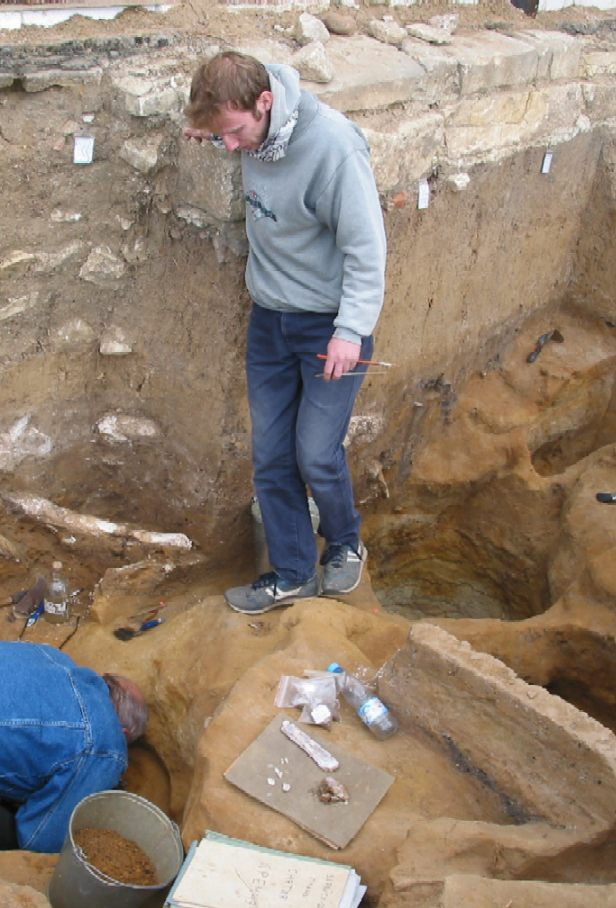
Amirchanov en Lev halen het Venusbeeldje tevoorschijn (2005)

Geologisch gezien houdt de locatie van de site verband met het verspreidingsgebied van sedimenten van de Podolsk-horizon van het Midden-Carboon, voornamelijk bestaande uit klei. Ongeveer 4 km ten noorden van de vindplaats en vrijwel onmiddellijk in het zuiden liggen kalkstenen en dolomieten met tussenlagen van mergel uit de Kasjira-horizon van het Midden-Carboon. In deze afzettingen werden op de kruispunten van kalksteeneenheden horizonten van plaatachtige vuursteen met bruinachtige tinten gevonden. Het oppervlak van de Zarajsk-site is verbonden met het niveau van de buiging van het plateau naar de helling van de vallei. Volgens geomorfologische microzonering bevond de site zich op de Zarajsk-vlakte, in het oosten begrensd door het microdistrict van de waterscheiding van de rivieren Osjotr en Vozja, en in het westen door het microdistrict van de vallei van de Osjotr.
Het grootste deel van de site ligt op het middelste deel van de kaap, gevormd door de bovenste rand van de rivierbocht en een groot ravijn. Dit ravijn snijdt door de hoofdoever en is naar de rivier gericht. Het door opgravingen onderzochte gebied grenst voornamelijk aan de Nikolskipoort van de noordelijke muur van het Zarajsker kremlin uit de 16e eeuw. Verspreide vondsten in de vorm van bewerkte vuurstenen en enkele botten van dieren uit het Pleistoceen werden gevonden in kuilen en willekeurige openingen in bijna het hele gebied van de kaap, tegenwoordig bijna volledig bezet door het kremlin. In oostelijke en noordelijke richting van de site werden soortgelijke verspreide vondsten gevonden op een afstand van maximaal 200 meter en voorbij de kaap.
Ondanks het feit dat een aanzienlijk deel van de site werd verwoest door de aanleg van het kremlin en de vestinggracht, is een groot fragment van het centrale deel tot op de dag van vandaag bewaard gebleven. Mensen leefden meer dan eens in dit gebied, en kwamen hier met tussenpozen van enkele honderden en zelfs duizenden jaren. Er werden vier fasen geïdentificeerd. De laatste ervan gaf radiokoolstofdateringen variërend van 15 tot 17.000 BP. Het vroegste stadium is 22-23.000 jaar oud. De "klassieke" periode van de site vond plaats in de tweede fase, qua tijd heel dicht bij de eerste, toen de structuur van de nederzetting volledig vergelijkbaar werd met Kostjonki-1 (Gravettien). De derde fase van de bewoning was door ongeveer twee millennia gescheiden van de eerste twee, gedurende welke tijd zich hier een systeem van permafrostscheuren van de tweede generatie kon vormen (de eerste bestond al vóór de vestiging van de site). 
Bewijs van de eerste fase van bewoning van de site is in een iets slechtere staat van bewaring, omdat deze werd beschadigd en gewijzigd door daaropvolgende gebouwen en permafroststructuren. De afwikkeling van deze fase was al duidelijk gestructureerd. Er was een lijn van haarden in noordwest-zuidoostelijke richting, waaromheen zich opslagputten bevonden. In een van deze opslagkuilen werd een bizonbeeldje ontdekt.
In de tweede fase veranderde de structuur van de nederzetting, maar bleef conceptueel hetzelfde. De kuilen bevonden zich in dezelfde richting op een afstand van 1-1,5 m van de lijn van de eerste fase, maar werden groter en dieper (1 m in diameter en tot 50 cm diep). De woningen bevonden zich rond deze lijn. Ze waren langwerpig en half uitgegraven, tot 5 m lang en 1 m breed en diep, en waren blijkbaar overdekt met mammoetslagtanden bedekt met huiden. In de buurt van de dugouts werden opslagputten met een diameter van 50 cm en een diepte tot 1,5 m gegraven. In de regel waren opslagputten bedekt met grote schouderbladen met daarin een rond gat. Een soortgelijke nederzettingsstructuur werd ook gevonden in Kostjonki-1 en Avdejeva, waar twee aangrenzende woon- en nutscomplexen werden ontdekt.
De derde fase van bewoning werd gekenmerkt door een klein aantal gaten, kleinere en diepere kuilen (tot 20 cm diep) en het vermoedelijk verschijnen van bovengrondse woonconstructies. De cultuurlaag van de derde fase was doorzaaid met grote mammoetbeenderen, waarvan de meeste duidelijke concentraties hadden, waarschijnlijk geassocieerd met de overblijfselen van woongebouwen. De belangrijkste bouwmaterialen waren schedels, onderkaken en slagtanden van mammoeten.
De vierde fase van bewoning vond plaats tijdens een tijdperk van enige klimaatopwarming. Organisch materiaal is minder goed in bewaard gebleven en mammoetbeenderen werden hier vooral in de vorm van gruis aangetroffen. Het is nog niet mogelijk geweest om voldoende gegevens te verzamelen over het nederzettingsplan en de woningen van deze fase (hoewel Troesov verschillende "asputten" ontdekte en één object dat als een woning werd geïnterpreteerd). Deze horizon leverde echter rijk vuursteenmateriaal. De aanzienlijke concentratie van steenproducten maakte het mogelijk enkele conclusies te trekken over de structuur van de nederzetting en de economische specialisatie van bepaalde delen ervan.
Het grote aantal mammoetbeenderen dat op de vindplaats is ontdekt, roept vragen op over hun oorsprong. Het is onwaarschijnlijk dat een dergelijk volume aan botten het resultaat was van de jacht. Gezien het feit dat een groot aantal botten in haarden werd verbrand (in de periglaciale toendra was het in die tijd onmogelijk om voldoende hoeveelheden brandhout te vinden), kon een relatief kleine stam van enkele tientallen mensen niet zoveel mammoeten gejaagd hebben. Blijkbaar was er in de buurt een zogenaamde "mammoetbegraafplaats" van dieren die verdronken in de rivier (de rivier was in die tijd veel groter), en bezochten de mensen periodiek de bocht van de rivier om de nodige botten te verkrijgen. Bijna alle slagtanden die als bouwmateriaal werden gebruikt, hebben dezelfde afmetingen, wat hun voorselectie aangeeft. Deze hypothese wordt ook ondersteund door het feit dat veel gevonden botten soms enkele duizenden jaren ouder zijn dan de culturele laag.
Naast mammoetbotten werden op de plek ook botten van rendieren, hazen, bizons, vogels en knaagdieren ontdekt. Gereedschappen zoals priemen werden gemaakt van kleine botten, en van grote botten werden schoffels voor het graven van aarde gemaakt. Er werden veel poolvossenpoten ontdekt, hoogstwaarschijnlijk gebruikt als decoratief element van bontkleding.
Een belangrijk element van het spirituele leven was natuurlijke rode verf, oker, die blijkbaar werd gemaakt door langdurige verbranding van inheemse ijzerknobbels, die in grote hoeveelheden op het zandige continent werden aangetroffen. De vloeren van de woningen werden met oker besprenkeld en opslagputten werden gemarkeerd. Soms werd oker vermengd met rode klei of vet. Op de vindplaats zijn in grote hoeveelheden keramische fragmenten aangetroffen, vaak vermengd met oker of gebakken. Hun doel is nog niet helemaal duidelijk. Mogelijk zijn er pogingen ondernomen om keramische beeldjes te maken, ook bekend van sites in Midden-Europa.

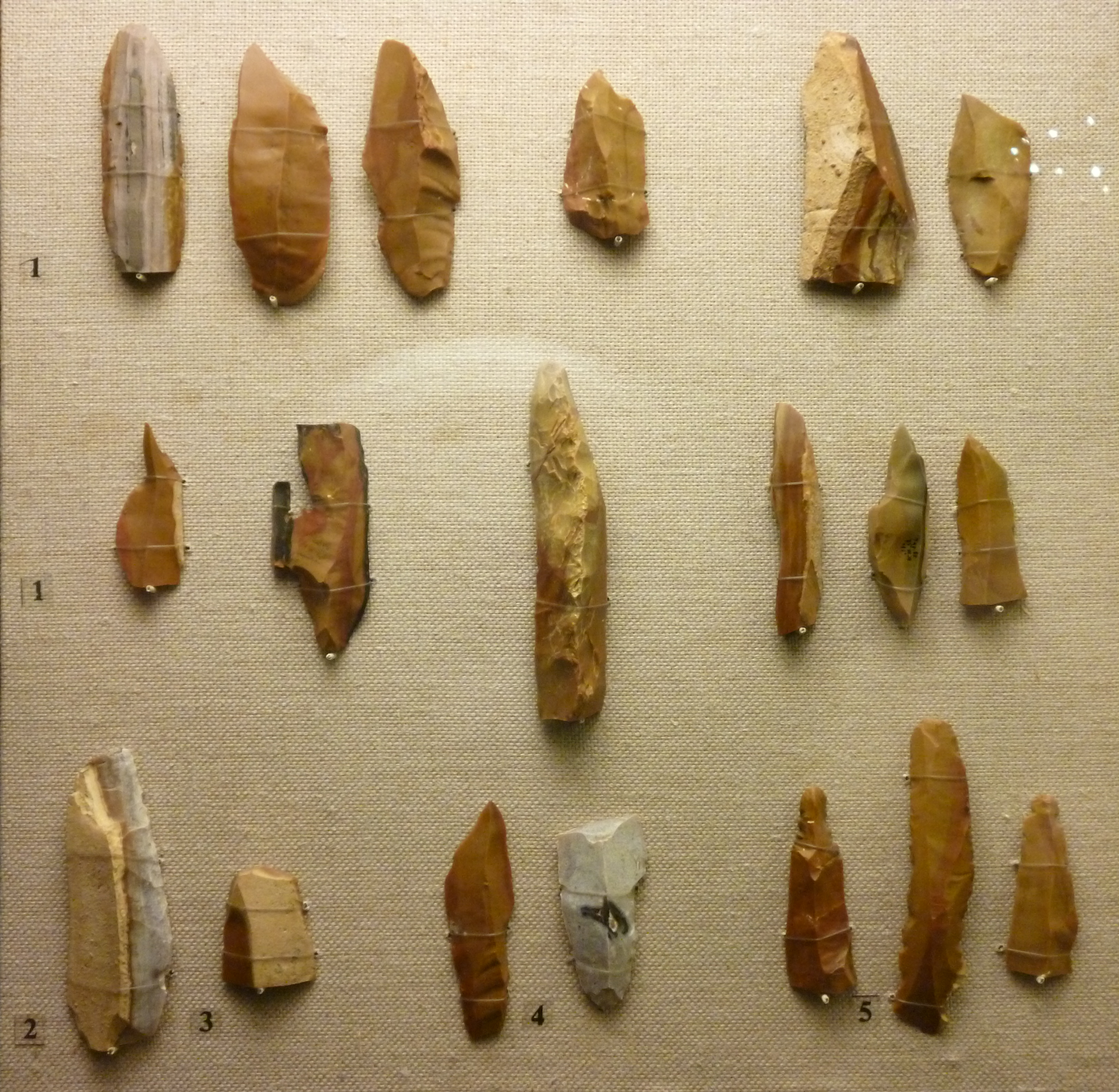
stenen werktuigen

De verzameling vuurstenen werktuigen is buitengewoon rijk en telt honderdduizenden items. Een belangrijke factor was de beschikbaarheid van grondstoffen. Dit onderscheidde de site fundamenteel van sites die aanzienlijk verwijderd waren van grondstoffenbronnen. De nabijheid van natuurlijke vuursteenontsluitingen maakte het mogelijk om niet op grondstoffen te sparen, dus onder de stenen artefacten vond men punten van 16 cm lang en platen van meer dan 20 cm lang, en een oudere dug-out was volledig gevuld met  voorbereide stenen en grote vuursteenknollen met een gewicht tot 4 kg. Op de site werden ook veel zeer grote kernen ontdekt. Hierdoor kon men de hele technologische keten van de productie van steenwerktuigen in detail reconstrueren.
Het overgrote deel van het vuursteenmateriaal bestaat uit slagafval. Er werd een extreem groot aantal afslagen gevonden. Tegelijkertijd is het aantal gereedschappen uit afslagen extreem klein (afgezien van afslagen met retouchering), wat erop wijst dat de afslagen voornamelijk een bijproduct waren van het ontwerp van de kern. De splijttechnologie was daarom gericht op het verkrijgen van een plaatachtig vlak, zoals bij Kostjonki en Avdejeva. Het was uit deze brede massieve platen dat de overgrote meerderheid van de gereedschappen die op de site werden gevonden werd gemaakt.
Onder de werktuigen werden zogenaamde cultuurbepalende werktuigen voor deze site herkend. "Kostjonki-type klingen" (NKT), punten met een zij-inkeping (NBV) en bladvormige punten, evenals platen met een stompe rand (PPK). NBV en bladvormige punten zijn niet alleen cultureel bepalend voor de Kostjonki-Avdejevacultuur, maar voor de hele Willendorf-Kostjonkicultuur. Klingen en microklingen met stompe rug konden worden gebruikt als inzetstukken in een frame van bot of hout om een samengesteld gereedschap te produceren (bijvoorbeeld een punt of een mes). Klingen en microklingen werden geslagen uit speciaal geprepareerde kleine of secundaire kernen (dat wil zeggen verkregen uit grote klingen of afslagen). Onder andere gereedschappen was een groot aantal klingen van verschillende typen, evenals schrapers, schrabbers, doorboringen, punten, stootklingen, evenals stekers van zandsteen, kalksteen, kwartsiet en zelfs vuursteen. Er waren ook gecombineerde gereedschappen. Tot de gereedschappen behoren ook geretoucheerde afslagen, klingafslagen en microklingen, die meer dan de helft van alle gereedschappen vormen.
De specifieke kenmerken van de site (de aanwezigheid van verschillende bewoningsstadia zonder steriele lagen die ze scheiden) laten momenteel niet toe om de evolutie van vuursteenproducten in de verschillende stadia van bewoning volledig te volgen. Men kan echter zeggen dat er geen fundamentele verschillen waren in de productie van vuursteenwerktuigen. Producten die tot de bovenste laag behoren (vierde fase) zien er soms enigszins atypisch uit in vergelijking met oudere vormen. Te zien is dat er bijvoorbeeld minder aandacht was besteed aan de selectie van werkstukken. Niettemin kon men praten over een continuïteit van de steenindustrie die duizenden jaren vrijwel onveranderde basisvormen behield.
Tot op heden zijn er op de site Zarajsk geen sporen van menselijke resten gevonden, behalve een melktand van een kind die werd ontdekt tijdens het sorteren van de restaarde. Graven zijn niet ontdekt.
Bij de meerlaagse nederzetting Zarajsk-A dateert de oudste cultuurlaag 23.000 BP. Ongeveer 16.000 jaar BP begon de klimaatopwarming, die werd geregistreerd door veranderingen in de vegetatie door middel van sporen-pollenanalyse. Dit was de laatste fase van de Kostjonki-Avdejevacultuur, waartoe ook de enkellaagse nederzetting Zarajsk-B behoort. Na de opwarming veranderde de structuur van de nederzettingen: verdiepte schuilplaatsen met haarden verdwenen, en de woningen werden bovengronds.

## Belangrijke vondsten

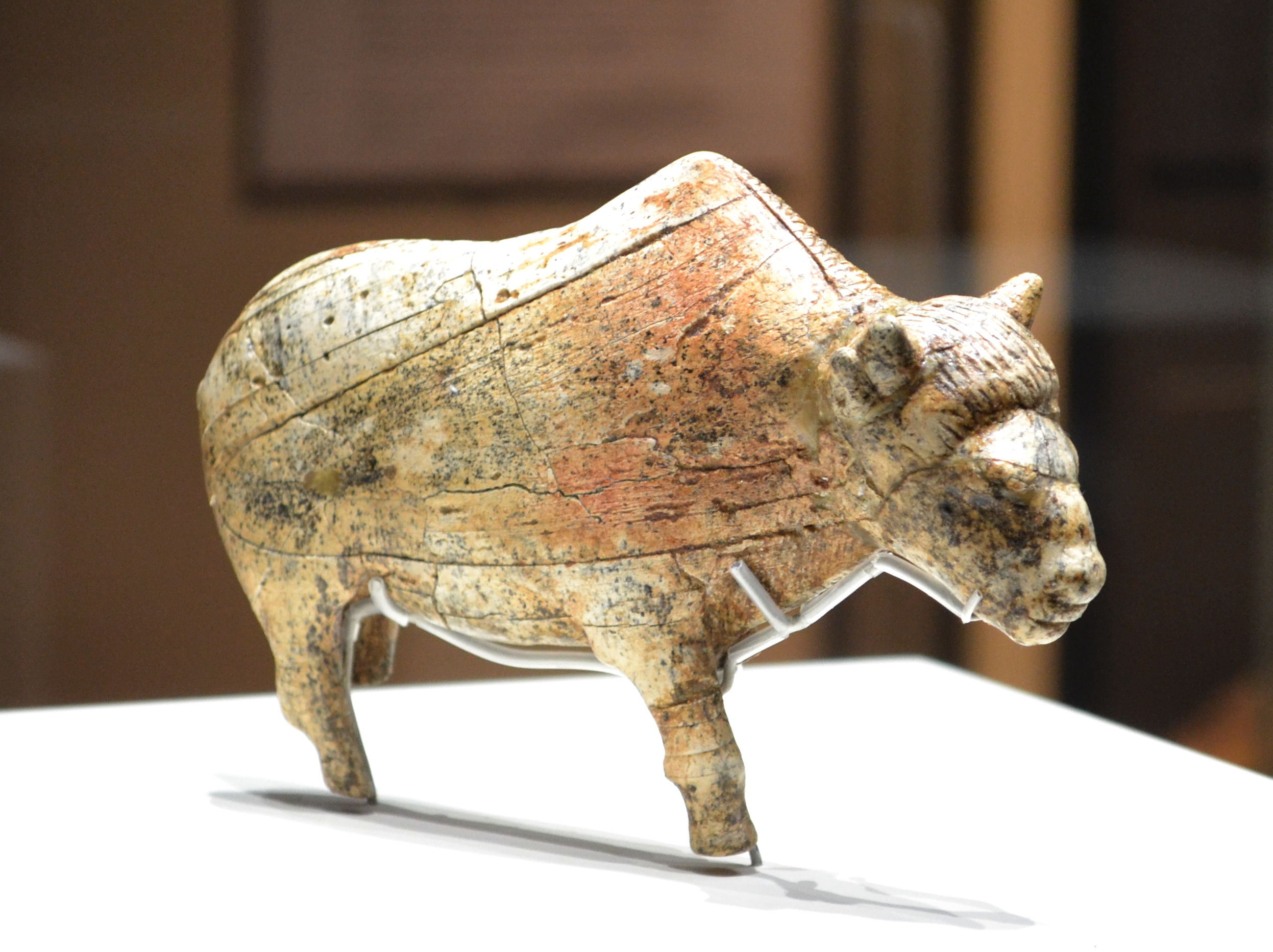
bizonbeeldje

Tot de meest interessante vondsten behoren een ketting gemaakt van tanden van poolvossen, een schoffel gemaakt van mammoetivoor en grote botten met een kruisvormig ornament erop aangebracht. Bij opgravingen in 2005 werden veel versierde mammoetbotten ontdekt.
De eerste belangrijke ontdekking, die de site op één lijn plaatste met de beroemdste paleolithische sites in Europa, werd in september 2001 gedaan. Vervolgens werd tijdens de uitgraving van de zogenaamde "kuil 71" een beeldje van een bizon ontdekt, gemaakt van de slagtand van een mammoet, welke opviel door haar naturalisme. Ze lag op haar zij in de bekleding van de put, op een speciaal voor haar gegraven "podium". Aan de linkerkant was het lichaam beschadigd door een scherp voorwerp, aan de rechterkant was het dik beschilderd met rode oker, en beide linkerpoten waren afgebroken. Blijkbaar was het beeldje met opzet beschadigd en in het gat geplaatst. Volgens de bevindingen van Amirchanov en Lev werd de "begrafenis" van het bizonbeeldje uitgevoerd tijdens een magisch jachtritueel. Deze interpretatie werd ondersteund door het feit dat de primitieve beeldhouwer geen volwassen mannelijke bizon afbeeldde, maar een jong vrouwtje, waarop gemakkelijker te jagen was. De maximale gelijkenis van het beeld met het origineel moest bijdragen aan een succesvolle jacht. "kuil 71" verwijst naar de oudste nederzettingsfase van de site en de leeftijd van het beeldje is 22-23.000 BP.
In 2005 werden nog een aantal kunstwerken ontdekt, kenmerkend voor de kring van sites van het Kostjonki-Willendorfcomplex. In de opslagkuil van de tweede fase werd een klassiek Venusbeeldje van mammoetslagtand ontdekt, en in de volgende put nog een klein beeldje. De "Venus van Zarajsk" onderscheidde zich niet door haar gewelfde vormen, waardoor het dichter bij de "slanke" Avdejeva-beeldjes komt, maar het heeft één belangrijk verschil: de benen zijn niet bij elkaar gebracht (dit is ook typisch voor Willendorf), maar afzonderlijk uitgesneden, zelfs de voeten werden gemarkeerd. Dit kan duiden op een zekere culturele uniciteit van de Zarajsk-site, die kenmerken van zowel Kostjonki als Avdejeva combineert. 